# Информационный посредник
Информационный посредник — это специальный субъект информационных отношений, обеспечивающий надлежащее функционирование технической инфраструктуры.

## Сущность термина
2 июля 2013 г. в российском праве появился новый субъект — информационный посредник, введенный Федеральным законом N° 187-ФЗ «О внесении изменений в отдельные законодательные акты Российской Федерации по вопросам защиты интеллектуальных прав в информационно-телекоммуникационных сетях». Однако точного определения термину "информационный посредник" дано не было. В законе указаны три группы лиц, являющихся информационными посредниками:
1. Осуществляющие передачу материала в Интернет — к первой группе информационных посредников законодательно отнесены лица, осуществляющие передачу материала в информационно-телекоммуникационной сети, в том числе в сети Интернет. Главную роль здесь играет оператор связи, оказывающий телематические услуги связи по предоставлению доступа к сети Интернет, что прямо вытекает из характера его деятельности и содержания договоров на указанные услуги.
2. Предоставляющие возможность размещения материала или информации — вторая группа информационных посредников включает лиц, предоставляющих возможность размещения материала или информации, необходимой для его получения с использованием информационно-телекоммуникационной сети. К этой группе по общему правилу относят владельцев сайтов в сети Интернет. Согласно определению, владелец сайта — это «лицо, самостоятельно и по своему усмотрению определяющее порядок использования сайта в сети Интернет, в том числе порядок размещения информации на таком сайте»[1].
3. Предоставляющие доступ к материалу в этой сети — к третьей группе информационных посредников отнесены лица, предоставляющие возможность доступа к материалу в сети. Это, в основном, провайдеры хостинга, т. е. лица, оказывающие услуги по предоставлению вычислительной мощности для размещения информации в информационной системе, постоянно подключенной к сети Интернет (ст. 2 Федерального закона «Об информации, информационных технологиях и о защите информации»).

## Виды информационных посредников
Оператор информационной системы. Понятие оператора информационной системы дано в ст. 2 Федерального закона от 27 июля 2006 г. № 149-ФЗ «Об информации, информационных технологиях и о защите информации», согласно которому оператором информационной системы является «гражданин или юридическое лицо, осуществляющие деятельность по эксплуатации информационной системы, в том числе по обработке информации, содержащейся в ее базах данных». Операторы информационной системы могут рассматриваться в качестве информационного посредника в тех случаях, когда информационная система подключена к информационно-телекоммуникационным сетям, операторы осуществляют деятельность по эксплуатации информационной системы, их деятельность неразрывно связана с информационно-телекоммуникационными сетями (например, государственная автоматизированная информационная система «ЭРА-ГЛОНАСС»). В ряде случаев к данной группе предлагают причислять и иных поставщиков сетевых услуг.
Регистратор доменного имени. Определение администратора доменного имени дано в Правилах регистрации доменных имен в доменах .RU и .РФ Координационного центра национального домена сети Интернет.  Согласно данному определению, администратор — это лицо, «на имя которого зарегистрировано доменное имя в реестре». Регистратором доменного имени может быть только юридическое лицо в отличие от администратора доменного имени и владельца сайта, для которых таких ограничений не предусмотрено. Так, согласно п. 1.1 Правил регистрации доменных имен в зонах .RU и .РФ, регистратор — это «юридическое лицо, аккредитованное Координатором для регистрации доменных имен в доменах «.RU и/или «.РФ».
В юридической литературе высказана точка зрения, что к рассматриваемой группе информационных посредников следует относить субъектов, выполняющих иные функции в информационно-телекоммуникационных сетях. А. И. Савельев разделяет эту точку зрения и говорит о том, что «разумно связать этот вид информационных посредников с размещением не самого контента, нарушающего исключительное право третьего лица, а «информации, необходимой для его получения с использованием информационно-телекоммуникационных сетей». В таком случае к данной группе информационных посредников можно отнести торрент-трекеры; поисковые сервисы; сайты в сети Интернет, на которых размещаются гиперссылки на противоправный контент; сервисы контекстной рекламы (например, Google AdWords, Яндекс. Директ)».
Владелец сайта. Владелец сайта устанавливается на основании сведений, размещенных на самом сайте. Согласно Закону об информации владелец сайта обязан размещать на принадлежащем ему сайте информацию о своих наименовании, месте нахождения и адресе, об адресе электронной почты для обеспечения возможности правообладателям направлять претензии по поводу нарушений на сайте. Например, наличие информации о наименовании организации, ее месте нахождения и адресе, размещение на сайте средств индивидуализации такой организации, ее товаров и услуг может свидетельствовать о том, что данная организация является владельцем сайта.
Провайдер хостинга. «Провайдер хостинга осуществляет посредническую функцию в отношении администратора или владельца сайта для размещения информации на ней. При этом применительно к информации он выполняет техническую функцию, не затрагивая контент и не регулируя ее размещение или удаление. Вместе с тем выполнение технической функции позволяет ему ограничивать доступ к информации (либо удалять ее), размещаемой на сайтах, владельцам которых он предоставляет сервера. Это дает основания правоприменителю за содержание информации, размещенной на сайте, привлекать к ответственности именно хостинг-провайдеров. Судебная практика свидетельствует о том, что чаще всего к ответственности в качестве информационного посредника привлекаются провайдеры хостинга».

## Особенности ответственности информационного посредника
Особенности ответственности информационного посредника закреплены в статье 1253.1. ГК РФ. Согласно этой статье:
- Информационный посредник, осуществляющий передачу материала в информационно-телекоммуникационной сети, не несет ответственность за нарушение интеллектуальных прав, произошедшее в результате этой передачи, при одновременном соблюдении следующих условий:

1. он не является инициатором этой передачи и не определяет получателя указанного материала;
2. он не изменяет указанный материал при оказании услуг связи, за исключением изменений, осуществляемых для обеспечения технологического процесса передачи материала;
3. он не знал и не должен был знать о том, что использование соответствующих результата интеллектуальной деятельности или средства индивидуализации лицом, инициировавшим передачу материала, содержащего соответствующие результат интеллектуальной деятельности или средство индивидуализации, является неправомерным.

- Информационный посредник, предоставляющий возможность размещения материала в информационно-телекоммуникационной сети, не несет ответственность за нарушение интеллектуальных прав, произошедшее в результате размещения в информационно-телекоммуникационной сети материала третьим лицом или по его указанию, при одновременном соблюдении информационным посредником следующих условий:

1. он не знал и не должен был знать о том, что использование соответствующих результата интеллектуальной деятельности или средства индивидуализации, содержащихся в таком материале, является неправомерным;
2. он в случае получения в письменной форме заявления правообладателя о нарушении интеллектуальных прав с указанием страницы сайта и (или) сетевого адреса в сети "Интернет", на которых размещен такой материал, своевременно принял необходимые и достаточные меры для прекращения нарушения интеллектуальных прав. Перечень необходимых и достаточных мер и порядок их осуществления могут быть установлены законом.

- К информационному посреднику, который в соответствии с настоящей статьей не несет ответственность за нарушение интеллектуальных прав, могут быть предъявлены требования о защите интеллектуальных прав (пункт 1 статьи 1250, пункт 1 статьи 1251, пункт 1 статьи 1252 настоящего Кодекса), не связанные с применением мер гражданско-правовой ответственности, в том числе об удалении информации, нарушающей исключительные права, или об ограничении доступа к ней.